# 우면산 자연생태공원
우면산 자연생태공원은 서울 우면산에 위치한 공원이다. 도심 및 근교에서 쉽게 접할 수 있는 '도시림'과 산림의 문화'를 주제로 하며, 우면산의 양호한 자연생태와 참나무 군락지를 활용하여 도심속에서 자연학습이 가능하게 하고 생태보전의 중요성을 알리기 위한 목적으로 조성되었다. 공원 내에 두꺼비 서식지 보호구역이 있다. 아쉽지만, 우면사 자연생태공원은 2012년, 2011년에 발생되었던 우면산 산사태가 일어나기 직후 재정비를 거쳐 현재는 폐쇄되어 있다.

## 참고 자료
본 문서에는 서울특별시에서 지식공유 프로젝트를 통해 퍼블릭 도메인으로 공개한 저작물을 기초로 작성된 내용이 포함되어 있습니다.